# Phellinus hartigii
Phellinus hartigii är en svampart som först beskrevs av Allesch. & Schnabl, och fick sitt nu gällande namn av Narcisse Theophile Patouillard 1903. Phellinus hartigii ingår i släktet Phellinus och familjen Hymenochaetaceae.   Inga underarter finns listade.

## Bildgalleri

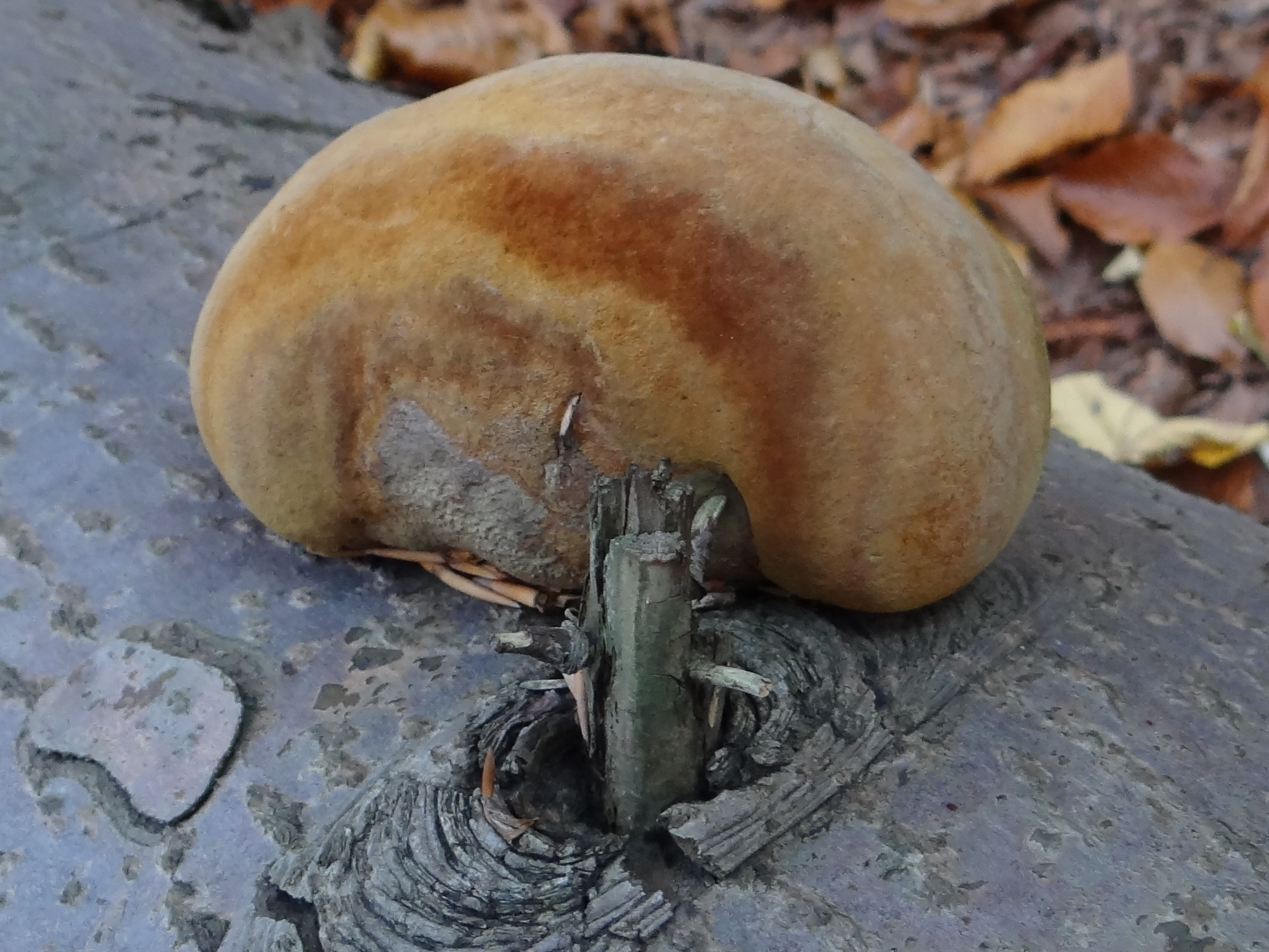
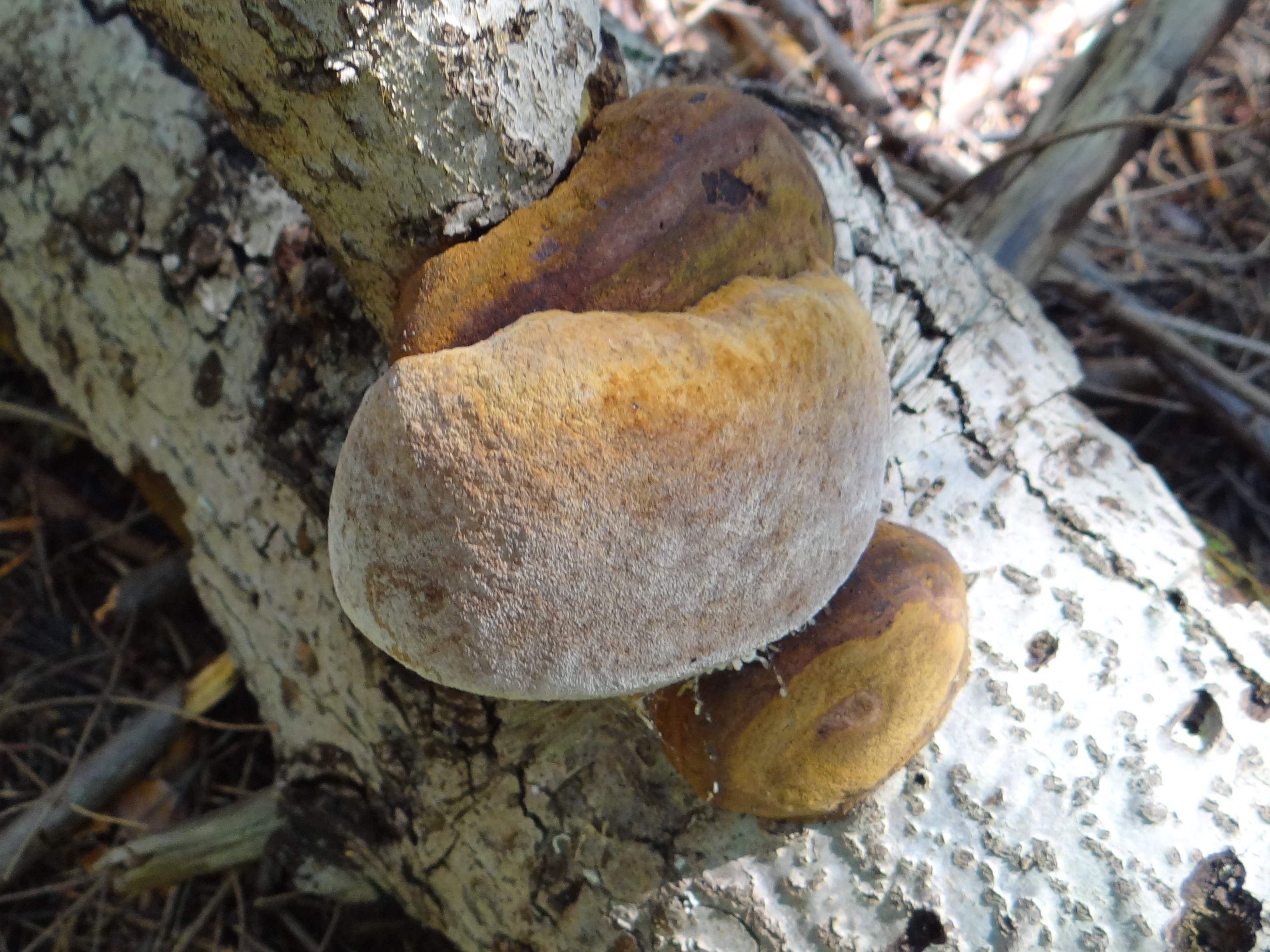